# 根曾古墳群
根曾古墳群（日语：／ Nesokofungun）是位於日本長崎縣對馬市美津島町雞知子的一處古墳群，為日本國史跡。

## 概要
古墳群位於對馬島南部東岸的雞知浦的海岬，包括3座前方後圓墳、兩座圓墳和一座形狀不明的古墳，另有說法則是前方後圓墳和圓墳各3座。1922年，在考古學家後藤守一調查下，發現了4座，而1948年由東亞考古學會進行的調查則發現了5座，其後再發現一座。
古墳群推測建於古墳時代末期（約6世紀），屬於古墳群的前方後圓墳是畿內大和王權的代表性古墳形狀，但是在對馬則相對罕見，目前只有本古墳群和其對岸的鶴山古墳。古墳群的西面是估計建於古墳時代前期（約4世紀後半），墳丘長40米的前方後圓墳出居塚古墳，由此推斷古墳群是次於葬在出居塚古墳的有力者，也代表當時對馬是畿內王權的組成部分。
1976年，除了6號墳外，古墳群的其餘5座均是日本國史跡。

## 組成部分
1號墳
- 墳形：前方後圓墳
- 規模：墳丘長30米，後圓部直徑14.5米，高3.5米，前方部分長12.3米，闊5.5米，高1米

1號墳位處於古墳群所在丘陵的山頂附近，特徵是前方部分不太向外擴張。石室被毀，只殘留後圓部分頂上的板石。陪葬品有鐵鏃、鐵刀片和碧玉製管玉等等。
2號墳
- 墳形：前方後圓墳
- 規模：墳丘長36米，前方部分長16米

2號墳位於1號墳的東南面的丘陵東麓部分，是積石墓形式的前方後圓墳，保持完好。有兩處墓室，分別是後圓部分主室的板石石室（長2.6米，闊0.8米，深0.5米）以及中間細部副室的積石石室（長1.9米，闊0.6米，深0.6米）。陪葬品有須惠器、土師器片和鐵劍片。
3號墳
- 墳形：不明（或圓墳）
- 規模：不明

3號墳位於2號墳附近，內有板石式的橫穴式石室，每邊牆壁由一塊板石建成。石室長2.16米，闊1.54米，高1.05米。沒有羨道。墳丘的外形不明，也未有發現陪葬品。
4號墳
- 墳形：可能是前方後圓墳
- 規模：不明

4號墳位於海岬的前端部分，過去可能是一座小型的前方後圓墳，但是現已不存在。
5號墳
- 墳形：圓墳
- 規模：不明

5號墳位於4號墳附近，是積石式圓墳，內有箱形石棺。
6號墳
- 墳形：圓墳
- 規模：直徑5米

6號墳位於5號墳以東10米，唯一並非日本國史跡的古墳群組成部分。

## 文物

### 日本國史跡
- 根曾古墳群，1976年2月24日指定[3][5]。

## 外部連結
- 根曽古墳群 （页面存档备份，存于）
- 根曽古墳群